# أحمد وايس
أحمد وايس (بالإنجليزية: Ahmad Wais)‏ (15 يناير 1991 - ) دراج من سوريا. شارك في سباق الطريق ضد الساعة في بطولة العالم لسباق الدراجات على الطريق 2017 ضمن بطولة العالم لسباق الدراجات على الطريق 2017، وبطولة العالم لسباق الدراجات على الطريق 2018.
في عام 2016، كان عضوًا في فريق ماركو بولو الهولندي، المكون من اللاجئين فقط.

## روابط خارجية
- أحمد وايس على موقع الاتحاد الدولي للدراجات (الإنجليزية)
- أحمد وايس على موقع أرشيف الدراجات (الإنجليزية)
- أحمد وايس على موقع إحصائيات الدراجات الإحترافية (الإنجليزية)
- أحمد وايس على موقع نسبة الدراجات (الإنجليزية)
- أحمد وايس على موقع أوليمبيديا (الإنجليزية)